# Palásti László
Palásti László, eredetileg Szilágyi László Jenő (Budapest, Erzsébetváros, 1903. április 3. – Budapest, 1979. szeptember 15.) magyar író, újságíró. Írói álneve: Lessly Pallas.

## Élete
Szilágyi (Sonnenfeld) Miksa (1869–1930) pénzbeszedő, kereskedelmi ügynök és Petján Gizella (1874–1947) gyermekeként született. Szülei elváltak. 1920-tól a Színház és Divat című újsághoz került segédszerkesztőnek. 1922 és 1924 között a Világ és a Pesti Hírlap című lapok színházi rovatainál dolgozott. 1929 és 1933 között az Esti Hírlap, a Színházi Élet és a Nemzeti Sport tudósítója volt Berlinben. 1931-ben a német fővárosban elindította a Berlini Futár című lapot az ott élő magyaroknak. A berlini évei alatt interjút készített többek között Albert Einsteinnel, Thomas Mann-nal és Lehár Ferenccel is. 1933-ban, Hitler hatalomra jutása után visszatért Magyarországra és a Borsszem Jankó, illetve az Egyenlőség című folyóiratok munkatársa lett. A zsidótörvények következtében elvesztette szerkesztőségi állását, de írói tevékenységét folytatta és illegálisan dolgozott egy pesti tőzsdelapnak is.
A második világháború alatt többször munkaszolgálatra vitték. 1944. május 17-én Vácra vonult be három hónaposra tervezett munkaszolgálatra, azonban néhány nappal később bevagonírozták és a szerbiai Bor lágere felé vitték, ahol vasútépítésen dolgoztatták. 1944 szeptemberében – a szovjet csapatok közeledtére –  társaival együtt gyalogmenetben Szerbiából Magyarországra indították. A következő hónapban Cservenkára ért a munkaszolgálatos menet, ahol százak lelték halálukat, majd Bajára került, ahonnan sikerült Budapestre szöknie. A fővárosban igazoltatták és a Gestapo, valamint az Állambiztonsági Rendészet által felügyelt svábhegyi Mirabell szállóba került, ahonnan ismét megszökött. 1945. január 18-án szabadult fel a Lehel utcában, s három nappal később megjelent első cikke a Szabadságban, melynek később rovatvezetője lett. Ugyanekkor a Képes Figyelő törvényszéki rovatának vezetőjeként is dolgozott. 1945 tavaszán részt vett a Ludas Matyi című szatirikus magyar hetilap megalapításában, melynél 1951-ig külső munkatársként, majd 1965-ös nyugdíjazásáig rovatvezetőként dolgozott. Haláláig tagja volt az Új Élet című folyóirat szerkesztőségének, ahol a zsidóságot érintő témákban írt.
Felesége Palkó Vilma (1902–1959) volt, akit 1933. augusztus 27-én Budapesten, a Terézvárosban vett nőül. Egy lányuk született.
Az Óbudai zsidó temetőben nyugszik. Temetésén megjelent a Ludas Matyi szerkesztősége, valamint számos kollégája és barátja.

## Főbb művei
- Palásti László–Ernyei Frigyes: Aeropolis. Regény a közeljövőből; Légrády, Budapest, 1928
- Berlini kalauz; Verfass, Berlin, 1931
- Negyedik emelet (1933)
- Aki önmagát üldözi. Regény; Hellas Ny., Budapest, 1935 (Szivárvány)
- Lassan a holttesttel. Regény; Hellas Ny., Budapest, 1935 (Szivárvány)
- Az őrültek szigete. Regény; Hellas Ny., Budapest, 1935 (Szivárvány)
- Lessly Pallas: Aki gyilkosát üldözi. Bűnügyi regény; Hellas Ny., Budapest, 1935 (Szivárvány)
- Nyomoz a gyilkos. Regény; Hellas Ny., Budapest, 1936 (Szivárvány)
- Gyilkosság 3 felvonásban. Regény; Hellas Ny., Budapest, 1936 (Szivárvány)
- Ahol mindenki gyanús. Regény; Hellas Ny., Bp., 1936 (Szivárvány)
- Az ellopott utasok. Regény; Hellas Ny., Budapest, 1936 (Szivárvány)
- Az 1903-as fegyenc. Regény; Hellas Ny., Budapest, 1936 (Szivárvány)
- Gyilkosság a műtőben. Regény; Hellas Ny., Budapest, 1937 (Szivárvány)
- Halálos alibi. Regény; szerzői, Budapest, 1939
- Hinni kell! Zsidóvallású magyar írók antológiája. Novellák, karcolatok, versek; összeáll. Palásti László, Gömöri László, bev. Klár Zoltán, Sós Endre; Bán, Budapest, 1939
- Létszám 212 fő. Vidám regény a szudáni lándzsások életéből; szerzői, Budapest, 1941
- Szöghy József–Palásti László: Félbeszakadt játszma; Kis Ny., Budapest, 1942
- Karrierváros; Márkus Ny., Budapest, 1943
- Koldustól királyfiig. Elbeszélések; Radó Ny., Budapest, 1943
- Karrierváros; Márkus Ny., Budapest, 1943
- A bori halálút regénye; Gábor Áron, Budapest, 1945
- Palásti László–Stella Adorján: Nevessünk Hitleréken. Antifasiszta viccek gyűjteménye; Müller, Budapest, 1945
- A mosoly iskolája. Humoreszkek; Szépirodalmi, Budapest, 1964
- Palásti László–Balázs-Piri Balázs: Ma mi is fúrunk; Kossuth, Budapest, 1969
- Berlini rapszódia; Szépirodalmi, Budapest, 1970
- 80 naplóval a Föld körül; Táncsics, Budapest, 1970 (Útikalandok)